# Gerry Hitchens
Pour les articles homonymes, voir Hitchens.
Gerald Archibald Hitchens est un footballeur anglais né le 8 octobre 1934 à Rawnsley et mort en 1983 à Hope.

## Carrière joueur
- 1954-1957 : Cardiff City  Pays de Galles
- 1957-1961 : Aston Villa  Angleterre
- 1961-1962 : Inter Milan  Italie
- 1962-1965 : Torino FC  Italie
- 1965-1967 : Atalanta Bergame  Italie
- 1967-1969 : Cagliari Calcio  Italie

## Palmarès
- 7 sélections et 5 buts avec l'équipe d'Angleterre entre 1961 et 1962.